# 贝丹公主
贝丹（?—?），元朝公主，阔端的孙女，父亲启必帖木儿，曾祖父元太宗窝阔台。
1260年，忽必烈即位后把阔端的女儿墨卡顿嫁给恰那多吉。墨卡顿公主没有儿子，恰那多吉的儿子答耳麻八剌剌吉塔是坎卓本所生。封恰那多吉为白兰王，1267年七月初一恰那多吉去世。元世祖把墨卡顿的侄女贝丹公主嫁给了答耳麻八剌剌吉塔。答耳麻八剌剌吉塔被封为白兰王。贝丹公主没有儿子，答耳麻八剌剌吉塔死后，昆氏家族一度绝后。